# Тараторкін Георгій Георгійович
Геóргій Геóргійович Таратóркін (рос. Георгий Георгиевич Тараторкин; нар. 11 січня 1945, Ленінград, СРСР — пом. 4 лютого 2017, Москва) — радянський і російський актор театру і кіно, народний артист РРФСР (1984).

## Життєпис
Закінчив студію при Театрі юного глядача імені Брянцева.

## Вибіркова фільмографія
- 1968 — «Гроза над Білою» — Валеріан Куйбишев
- 1969 — «Злочин і кара» — Родіон Раскольніков
- 1972 — «Мічений атом» — Євгеній Казанський, художник-реставратор
- 1974 — «Суто англійське вбивство» — Роберт Уорбек
- 1975 — «Переможець» — Мокашов Георгій (Юрій) Євгенович
- 1976 — «Моя справа» — Семеняка
- 1976 — «Відхилення — нуль» — Антон Блиш
- 1979 — «Маленькі трагедії» — Олександр Чарський
- 1982 — «Багач, бідняк» — Рудольф Джордах
- 1982 — «Найдовша соломинка» — Юріс Вілкс
- 1986 — Останній репортаж — Петер Лобенштейн
- 1987 — Живий труп
- 2000 — «24 години» — генерал
- 2005-2006 — «Не народися вродливою» — Павло Жданов
- 2009 — «Крапля світла» — Павло Олексійович Селезньов